# Данильская культура
Данильская культура — неолитическая археологическая культура, существовавшая на побережье Далмации (южная Хорватия и Босния) около 4700—3900 гг. до н. э. Названа в честь местности Данило около города Шибеник, где были обнаружены характерные для данной культуры артефакты. Другие находки обнаружены в окрестностях Шибеника и Смилчича.
Типовой сайт (местность Данило) состоит из большого числа ям и отверстий под сваи. Связанный с ними материал типологически разделён на 5 стадий.
Для данной культуры характерны два стиля керамики: роспись чёрными и широкими красными полосами по тёмно-жёлтой керамике и насечки по тёмной полированной керамике. Оба стиля относятся к среднему неолиту. Встречается инкрустация красной и белой пастой и рельефный орнамент. Геометрический орнамент напоминает посуду ряда существовавших в то же время в Италии культур, в частности, Фельчи-Риполи и Серра д’Альто. Также обнаружены длинные лезвия и каменные стрелы с хвостовиками, предназначенные для рыбной ловли, множество костяных предметов.
Люди данной культуры обитали в углублённых круглых домах (Данило), надземных круглых домах (Смилчич) или в надземных 4-угольных домах с полом из утоптанной глины (Брибир). Дома сделаны из деревянных брёвен, веток и сучьев, с крышей из соломы или камыша.

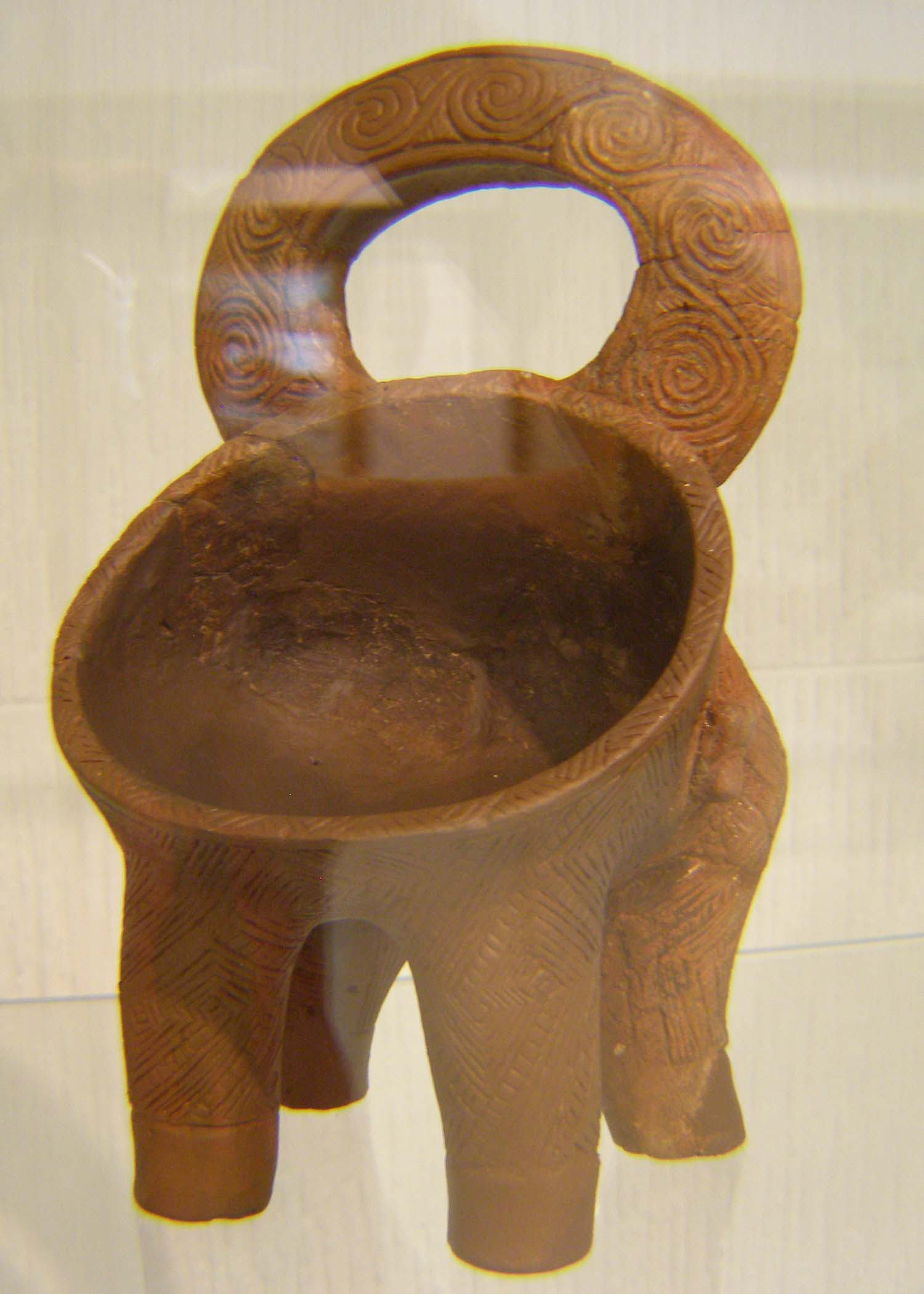
Керамический культовый сосуд (ритон) с четырьмя (животными) ножками, используемый в культуре Данило

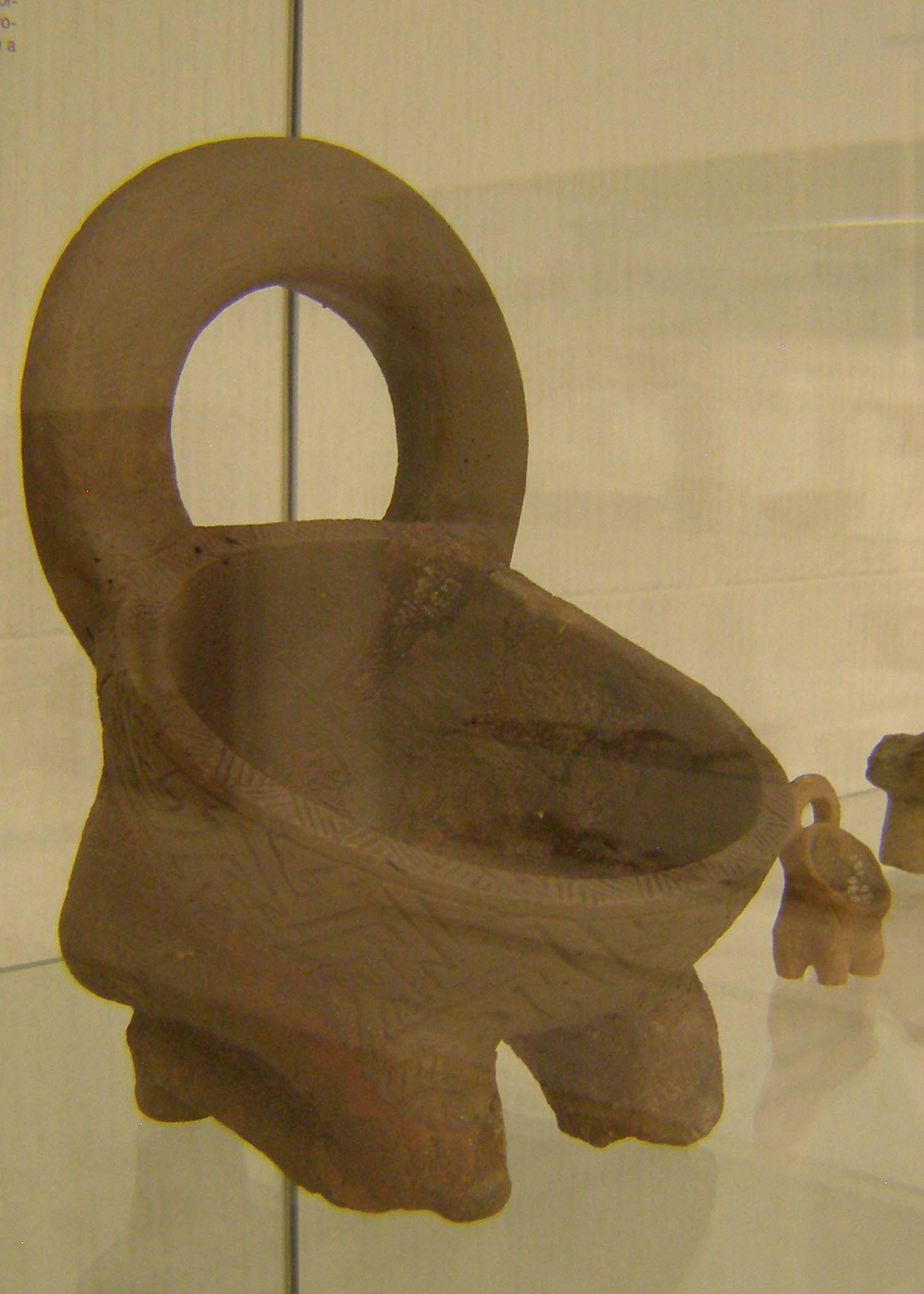
Керамический культовый сосуд (ритон) с двумя (человеческими) ножками, используемый в культуре Данило

Среди посуды данильской культуры часто встречаются сосуды на четырёх коротких ножках, с наклонным носиком и высокой кольцевой ручкой. В Покровнике и Данило Битине на средиземноморском побережье Хорватии найдены керамические изделия — ритоны, которые 7200 лет назад использовались для хранения ферментированных молочных продуктов, видимо, мягкого сыра. По результатам генетических исследований тогдашние жители Далмации страдали непереносимостью лактозы. Найдены также статуэтки в виде женщин, мужчин и животных.
Наследником данильской культуры была хварская культура.

## Палеогенетика
У представителя данильской культуры из Смилчича (Хорватия), жившего 5210—5026 лет до н. э., определена митохондриальная гаплогруппа T2g2 и Y-хромосомная гаплогруппа G2a2a.